# Doyen de la Chambre
Le doyen de la Chambre (en anglais : Father of the House, soit littéralement en français : Père de la Chambre) est un titre informel de la Chambre des communes du Royaume-Uni. Il est attribué au député qui siège depuis le plus longtemps et sans interruption.
L'actuel doyen de la Chambre est le conservateur Edward Leigh, député depuis 1983.

## Fonctions
Sa seule fonction officielle est de présider à l'élection du président de la Chambre, mais il est de coutume de lui accorder le respect dû à un homme d'État doté d'une longue expérience.

## Historique
Le premier usage attesté de ce terme remonte à 1788, lorsque la rubrique nécrologique du Gentleman's Magazine qualifie Thomas Noel, député du comté de Rutland mort à l'âge de 83 ans, de « doyen de la Chambre des communes, ayant représenté ce comté en cette Chambre durant neuf sessions, la première en 1727 ».
Une gravure en 1816 du député Whitshed Keen le qualifie à son tour de « doyen de la Chambre des communes », puis l'emploi de ce terme devient plus courant à partir des années 1850, notamment lorsque Benjamin Disraeli l'emploie en 1852 au sujet de Joseph Hume. Le critère déterminant pour reconnaître le doyen de la Chambre semble avoir varié au cours du XIXe siècle, avant d'être standardisé par décision informelle de la Chambre en 1898. Ainsi, l'âge n'est pas un critère. Le député dont la première élection à la Chambre est la plus ancienne n'est doyen de la Chambre que s'il siège sans interruption depuis cette date ; sinon, est reconnu comme doyen celui qui siège sans interruption de mandat depuis le plus longtemps.

## Équivalences
Le titre de « doyen de la Chambre » n'a pas d'équivalent à la Chambre des lords, où Lord Denham siège pendant soixante-et-onze ans de décembre 1949 à avril 2021, et où Lord Trefgarne siège actuellement depuis le plus longtemps (depuis 1962). Par contre, plusieurs autres pays ont repris cette tradition britannique.
Parmi les pays dont les institutions s'appuient sur le système de Westminster, l'Australie reconnaît un « doyen de la Chambre des représentants » et la Nouvelle-Zélande un « doyen de la Chambre ». Le Canada reconnaît un « doyen de la Chambre (en) », qui préside à l'élection du président de la Chambre ; les États-Unis de même. La république d'Irlande reconnaît de manière informelle un « doyen du Dáil ».
Dans d'autres pays, cette fonction existe également. Elle est appelée Alterspräsident en Allemagne. Il existe par ailleurs un doyen de l'Assemblée nationale du Québec et un doyen des députés de France. Ce dernier est le député le plus âgé, et non le plus ancien en fonction.

## Titulaire
Tous les doyens à ce jour ont été des hommes, bien que des femmes siègent à la Chambre des communes depuis 1919. Si une femme venait à remplir le critère pour ce titre, elle serait qualifiée de « doyenne de la Chambre » (Mother of the House).
Par tradition plus récente, le député le plus jeune est appelé « benjamin de la Chambre » (Baby of the House), quelle que soit sa date d'entrée au Parlement.

### Historique récent
À la suite de la mort du travailliste Gerald Kaufman en février 2017, le conservateur Kenneth « Ken » Clarke devient doyen de la Chambre. Si tous deux siégeaient sans interruption depuis 1970, Kaufman avait prêté serment avant Clarke, qui lui-même avait été assermenté avant le travailliste Dennis Skinner.
Clarke ne se représente pas aux élections anticipées de décembre 2019, laissant de facto le poste à un autre parlementaire. Skinner ayant pour sa part été battu dans sa circonscription de Bolsover après 49 ans de mandat, le conservateur Peter Bottomley, élu depuis 1975, devient le nouveau doyen de la Chambre. Battu dans sa circonscription aux élections législatives de 2024, il est remplacé par le conservateur Edward Leigh. Ce dernier est l'un des trois députés siégeant sans interruption depuis les élections législatives de 1983, avec Jeremy Corbyn et Roger Gale ; il est reconnu comme doyen car il a prêté serment avant les deux autres lors de leur première entrée à la Chambre en 1983,.

### Liste
Les personnes suivantes ont été reconnues successivement comme doyens de la Chambre des communes depuis 1899.
| Nom                      | Nom | Parti | Parti                         | Mandat ininterrompu à la Chambre depuis... | Devenu doyen de la Chambre le... | Remarques |
| ------------------------ | --- | ----- | ----------------------------- | ------------------------------------------ | -------------------------------- | --- |
| William Wither Beach     |     |       | Parti conservateur            | 1857                                       | 1899                             | |
| Michael Hicks Beach      |     |       | Parti conservateur            | 1864                                       | 3 août 1901                      | |
| George Finch             |     |       | Parti conservateur            | 1867                                       | janvier 1906                     | |
| Henry Campbell-Bannerman |     |       | Parti libéral                 | 1868                                       | 22 mai 1907                      | Premier ministre de 1905 à 1908. Seule personne à avoir été Premier ministre et Doyen de la Chambre simultanément.  |
| John Kennaway            |     |       | Parti conservateur            | 1870                                       | 22 avril 1908                    | |
| Thomas Burt              |     |       | Libéral-travailliste          | 1874                                       | janvier 1910                     | |
| T. P. O'Connor           |     |       | Parti parlementaire irlandais | 1880                                       | décembre 1918                    | |
| David Lloyd George       |     |       | Parti libéral                 | 1890                                       | 18 novembre 1929                 | Premier ministre de 1916 à 1922.                                                                                    |
| Edward Turnour           |     |       | Parti conservateur            | 1904                                       | janvier 1945                     | |
| Hugh O'Neill             |     |       | Parti unioniste d'Ulster      | 1915                                       | octobre 1951                     | |
| David Grenfell           |     |       | Parti travailliste            | 1922                                       | octobre 1952                     | |
| Winston Churchill        |     |       | Parti conservateur            | 1924                                       | octobre 1959                     | Premier ministre de 1940 à 1945. Élu député pour la première fois en 1900, mais mandats interrompus de 1922 à 1924. |
| Rab Butler               |     |       | Parti conservateur            | 1929                                       | octobre 1964                     | |
| Robin Turton             |     |       | Parti conservateur            | 1929                                       | janvier 1965                     | |
| George Strauss           |     |       | Parti travailliste            | 1934                                       | février 1974                     | Élu député pour la première fois en 1929, mais mandats interrompus de 1931 à 1934.                                  |
| John Parker              |     |       | Parti travailliste            | 1935                                       | mai 1979                         | |
| James Callaghan          |     |       | Parti travailliste            | 1945                                       | juin 1983                        | Premier ministre de 1976 à 1979.                                                                                    |
| Bernard Braine           |     |       | Parti conservateur            | 1950                                       | juin 1987                        | |
| Edward Heath             |     |       | Parti conservateur            | 1950                                       | avril 1992                       | Premier ministre de 1970 à 1974.                                                                                    |
| Tam Dalyell              |     |       | Parti travailliste            | 1962                                       | juin 2001                        | |
| Alan Williams            |     |       | Parti travailliste            | 1964                                       | mai 2005                         | |
| Peter Tapsell            |     |       | Parti conservateur            | 1966                                       | mai 2010                         | Élu député pour la première fois en 1959, mais mandats interrompus de 1964 à 1966.                                  |
| Gerald Kaufman           |     |       | Parti travailliste            | 1970                                       | mai 2015                         | |
| Kenneth Clarke           |     |       | Parti conservateur            | 1970                                       | février 2017                     | |
| Peter Bottomley          |     |       | Parti conservateur            | 1975                                       | décembre 2019                    | |
| Edward Leigh             |     |       | Parti conservateur            | 1983                                       | juillet 2024                     | |